# Raised on Radio
Raised on Radio es el noveno álbum de estudio de Journey, editado por Columbia Records en 1986.
Ross Valory y Steven Smith fueron despedidos previamente a este disco, quienes fueron reemplazados por músicos de estudio, no obstante ambos retornaron a la banda en 1996.
El álbum fue producido por el cantante Steve Perry conjuntamente con Jim Gaines.
Los hits del álbum incluyeron "Girl Can't Help It", "I'll Be Alright Without You" y "Be Good to Yourself".

## Canciones
Lado A
1. "Girl Can't Help It" - 3:50 - (Steve Perry, Jonathan Cain, Neal Schon)
2. "Positive Touch" - 4:14 - (Steve Perry, Jonathan Cain, Neal Schon)
3. "Suzanne" - 3:36 - (Steve Perry, Jonathan Cain)
4. "Be Good to Yourself" - 3:51 - (Steve Perry, Jonathan Cain, Neal Schon)
5. "Once You Love Somebody" - 4:40 - (Steve Perry, Jonathan Cain, Neal Schon)
6. "Happy to Give" - 3:48 - (Steve Perry, Jonathan Cain)

Lado B
1. "Raised on Radio" - 3:48 - (Steve Perry, Jonathan Cain, Neal Schon)
2. "I'll Be Alright Without You" - 4:50 - (Steve Perry, Jonathan Cain, Neal Schon)
3. "It Could Have Been You" - 3:36 - (Steve Perry, Jonathan Cain, Neal Schon)
4. "The Eyes of a Woman" - 4:35 - (Steve Perry, Jonathan Cain, Neal Schon)
5. "Why Can't This Night Go on Forever" - 3:41 - (Steve Perry, Jonathan Cain)

## Personal
- Steve Perry - voz
- Neal Schon - guitarras, sintetizadores, teclados, coros
- Jonathan Cain - teclados, coros